# Hungarian International 2002
Die Hungarian International 2002 fanden vom 31. Oktober bis zum 3. November 2002 in Budapest statt. Es war die 27. Auflage dieser internationalen Meisterschaften im Badminton von Ungarn.

## Sieger und Platzierte
| Disziplin    | Gold                              | Silber                               | Bronze                            |
| ------------ | --------------------------------- | ------------------------------------ | --------------------------------- |
| Herreneinzel | Stanislav Pukhov                  | Aamir Ghaffar                        | Evgenij Isakov                    |
| Herreneinzel | Stanislav Pukhov                  | Aamir Ghaffar                        | Eric Pang                         |
| Dameneinzel  | Elena Sukhareva                   | Natalia Gorodnicheva                 | Katja Michalowsky                 |
| Dameneinzel  | Elena Sukhareva                   | Natalia Gorodnicheva                 | Ragna Ingólfsdóttir               |
| Herrendoppel | Stanislav Pukhov Nikolai Sujew    | Evgenij Isakov Andrej Zholobov       | Nicholas Kidd Björn Wippich       |
| Herrendoppel | Stanislav Pukhov Nikolai Sujew    | Evgenij Isakov Andrej Zholobov       | Petri Hyyryläinen Tuomas Karhula  |
| Damendoppel  | Marina Yakusheva Elena Shimko     | Natalia Gorodnicheva Elena Sukhareva | Natalia Golovkina Anna Khomenko   |
| Damendoppel  | Marina Yakusheva Elena Shimko     | Natalia Gorodnicheva Elena Sukhareva | Verena Fastenbauer Simone Prutsch |
| Mixed        | Sergey Ivlev Natalia Gorodnicheva | Nikolai Sujew Marina Yakusheva       | Björn Wippich Michaela Peiffer    |
| Mixed        | Sergey Ivlev Natalia Gorodnicheva | Nikolai Sujew Marina Yakusheva       | Konstantin Dobrev Maya Ivanova    |